# Balaruc-le-Vieux
Balaruc-le-Vieux (okzitanisch Balaruc Vièlh) ist ein südfranzösischer Ort und eine Gemeinde mit 2.749 Einwohnern (Stand 1. Januar 2022) im Département Hérault in der Region Okzitanien. Die Bewohner werden Balarucois und Balarucoises genannt.

## Lage
Das Runddorf (Circulade) Balaruc-le-Vieux liegt auf einem Hügel am Lagunensee Étang de Thau in einer Höhe von etwa 25 m; es ist etwa 29 km (Fahrtstrecke) in südwestlicher Richtung von Montpellier bzw. knapp 50 km in nordöstlicher Richtung von Béziers entfernt. Die Hafenstadt Sète befindet sich nur etwa 8 km südlich.

## Bevölkerungsentwicklung
| Jahr                      | 1800 | 1851 | 1901 | 1954 | 1999 | 2018 |
| Einwohner                 | 438  | 584  | 532  | 394  | 1802 | 2631 |
| Quelle: Cassini und INSEE |      |      |      |      |      |      |

Bis in die 1970er Jahre ist die Einwohnerzahl der Gemeinde im Wesentlichen konstant geblieben. Aufgrund der touristischen Entwicklung der Region ist in den letzten Jahren ein deutlicher Anstieg der Bevölkerungszahlen zu verzeichnen.

## Wirtschaft
In früheren Zeiten lebten die Bewohner des Ortes als weitgehende Selbstversorger von der Landwirtschaft, wobei neben Getreide auch Wein angebaut wurde. Daneben betrieb man ein wenig Viehzucht (Schweine, Hühner etc.) Wie in vielen Orten des Languedoc dominiert seit dem 19. Jahrhundert der Weinbau; die örtliche Winzergenossenschaft vermarktet den hier produzierten Wein über die Appellationen Pays d’Herault und Pays d’Oc. Wegen der Absatzkrise von französischem Wein wird jedoch nur noch auf etwa der Hälfte der landwirtschaftlichen Flächen Weinbau betrieben; auf der anderen Hälfte werden wieder Getreide (Weizen, Mais) und Sonnenblumen angebaut. In den letzten Jahrzehnten hat der Tourismus in Balaruc-le-Vieux eine große Bedeutung erlangt.

## Geschichte
Die Reste einer größtenteils unterirdisch verlaufenden römischen Wasserleitung (Aqueduc antique de Balaruc) sowie antike Münzfunde etc. weisen auf das Vorhandensein einer antiken Siedlung am heutigen Platz oder in unmittelbarer Nähe hin. Bereits im 10. Jahrhundert gehörten Kirche und Ort zum Bistum Agde; in einem Dokument des Jahres 1083 wird die Kirche als dem Bistum Maguelone zugehörige Prioratskirche bezeichnet. Im 17. Jahrhundert und in napoleonischer Zeit wurde der strategisch bedeutsame Ort mit einer neuzeitlichen Festungsmauer (remparts) umgeben.

## Sehenswürdigkeiten
- Der alte Ortskern von Balaruc-le-Vieux gehört zum Typus der Circulades – Runddörfer, die aus Verteidigungsgründen um einen Kern, bestehend aus einer Burg und/oder Kirche, herum angelegt wurden und deren äußere Häuserfront als Ersatz für eine kostspielige Stadtmauer diente.
- Von der mittelalterlichen Burg (château) sind nur spärliche Mauerreste erhalten, die in die umgebenden Häuser integriert wurden.
- Die örtliche Pfarrkirche (Église Saint-Maurice) stammt aus dem 14. Jahrhundert. Als Baumaterial wurden hauptsächlich nur grob behauene Bruchsteine verwendet, die jedoch in Lagen und im Verband vermauert wurden; die Ecksteine sind dagegen exakt behauen. Über dem Westportal mit seinem schmucklosen Tympanon befindet sich eine kleine spätgotische Fensterrose. Das einschiffige Innere der Kirche wird von Kreuzgratgewölben des 19. Jahrhunderts überspannt; nur in der flach schließenden Apsis findet sich ein Kreuzrippengewölbe.
- Die spärlichen Überreste einer in Teilen unterirdisch verlaufenden römischen Wasserleitung (Aquädukt) sind seit 2008 als Monument historique eingeschrieben.[1]